# Sara Harstick
Sara Harstick (Alemania, 8 de septiembre de 1981) es una nadadora alemana retirada especializada en pruebas de estilo libre, donde consiguió ser medallista de bronce olímpica en 2000 en los 4 × 200 metros.

## Carrera deportiva
En los Juegos Olímpicos de Sídney 2000 ganó la medalla de bronce en los relevos de 4 × 200 metros estilo libre, con un tiempo de 7:58.64 segundos que fue récord nacional alemán, tras Estados Unidos (oro) y Australia (plata); al año siguiente, en el Campeonato Mundial de Natación de 2001 celebrado en Fukuoka ganó la medalla de plata en los relevos de 4 × 200 metros estilo libre, con un tiempo de 8:01.35 segundos, tras Reino Unido (oro con 7:58.69 segundos) y por delante de Japón (bronce con 8:02.97 segundos.